# 살인나비를 쫓는 여자
"살인나비를 쫓는 여자"는 1978년에 개봉한 대한민국의 영화이다.

## 캐스팅
- 남궁원
- 김자옥
- 김정철
- 김만
- 박암
- 이향
- 여포
- 유순철
- 이강배
- 김소조
- 정재희
- 이화시 (특별출연)